# Inajá (Paraná)
Inajá is een gemeente in de Braziliaanse deelstaat Paraná. De gemeente telt 2.876 inwoners (schatting 2009).
Ongeveer 7,5 kilometer noordwaarts ligt de rivier Paranapanema waar veel op Tilapia gevist wordt.